# Antonino Pinci
Antonino Pinci (ur. 17 lutego 1912 w Cave, zm. 16 sierpnia 1987) – włoski duchowny rzymskokatolicki, arcybiskup tytularny, dyplomata papieski.

## Biografia
29 czerwca 1936 otrzymał święcenia prezbiteriatu.
31 października 1961 papież Jan XXIII mianował go nuncjuszem apostolskim w Panamie oraz arcybiskupem tytularnym tarasyjskim. 17 grudnia 1961 przyjął sakrę biskupią z rąk sekretarza stanu kard. Amleto Giovanniego Cicognaniego. Współkonsekratorami byli sekretarz Świętej Kongregacji Nadzwyczajnych Spraw Kościoła abp Antonio Samorè oraz emerytowany biskup Segni Pietro Severi.
Jako ojciec soborowy wziął udział w soborze watykańskim II (z wyjątkiem pierwszej sesji). Nuncjuszem apostolskim w Panamie był do 1971.